# Önkiszolgáló mosoda

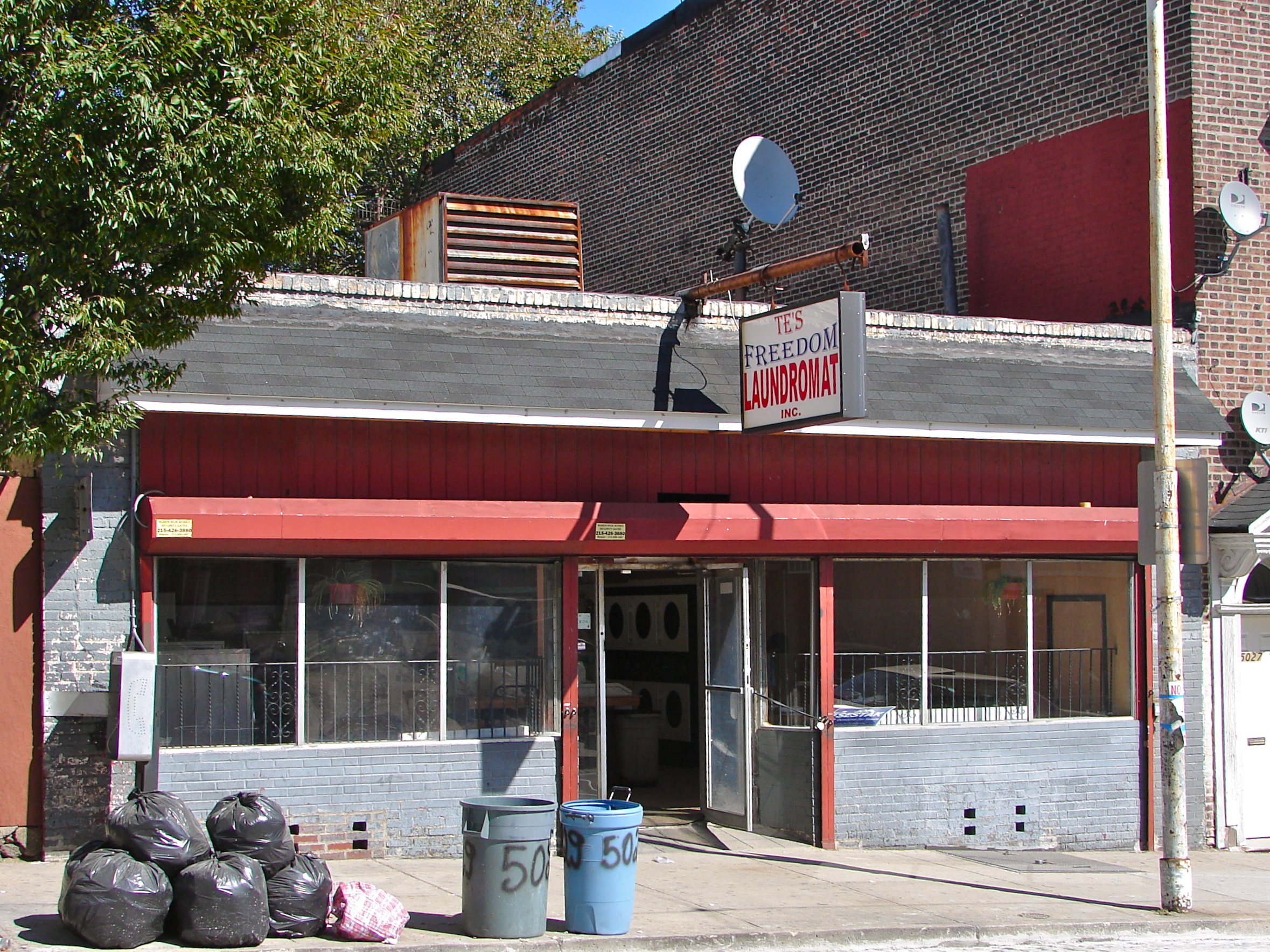
Önkiszolgáló mosoda Philadelphiában, amely 1947 óta üzemel, alkalmasint az első ilyen jellegű vállalkozásként

Az önkiszolgáló mosoda, érmés mosoda, pénzes mosoda olyan létesítmény, ahol a ruhákat az ügyfelek maguk mossák és szárítják. Legismertebbek az Egyesült Királyságban, és az Amerikai Egyesült Államokban, Kanadában, Ausztráliában és Új-Zélandon mint self-service laundry, vagy mint laundromats (a Westinghouse Electric Corporation kizárólagos védjegye), vagy washaterias. George Edward Pendray hozta létre a „laundromat” kifejezést, amely a Westinghouse bejegyzett márkája.

## Magyarországon
A mosodáknak többféle típusa is létezik, Magyarországon főként az önkiszolgáló mosodák terjedtek el. Ezek érmével és bankkártyával működtethetők. 
Napjainkban Magyarországon körül-belül száz mosoda működik, amik mindössze 10-15 cég tulajdonában állnak.[forrás?]